# 狼與辛香料
《狼與辛香料》是日本作家支倉凍砂撰寫的輕小說、由文倉十負責繪製插畫，於電擊文庫出版，於2016年2月8日公布連載續編的消息。漫畫版由小梅京人執筆，於電擊魔王2007年11月號開始連載、2018年2月號结束连载，單行本全16卷。同名改編電視動畫於2008年1月8日至3月25日、及2009年7月8日至9月23日，分別播出第一季和第二季。2022年2月25日公佈新作動畫的製作消息。
2011年7月發售第17卷後，該系列暫時停止出版，直到2016年9月新系列新說 狼與辛香料 狼與羊皮紙出版時，該系列才得以繼續出版。
不同與一般奇幻小說中的劍與魔法，《狼與辛香料》中的狼代表「風險」或「好運」，辛香料代表「財富」。本作是以經濟為重點寫作題材的輕小說，輕妙灑脫地描寫賢狼與旅行商人，在行商途中所遭遇的各式各樣的事件，因此也被稱為奇特的奇幻小說 。故事之所以設定在多個城鎮之間的旅行，是因為受到古代歐洲人們生活方式的影響。

## 故事簡介
於各地收購並販賣物品的旅行商人克拉福·羅倫斯，一度拜訪帕斯羅村時，在裝滿麥子和獸皮的馬車上發現熟睡的少女。那是一位有著狼耳朵和狼尾的美麗少女，她自稱是司掌豐收的狼神「赫蘿」。羅倫斯被擅長狡獪交談術的赫蘿耍得團團轉，雖然對她是否真為豐收狼神一事半信半疑，但還是答應跟赫蘿一同踏上旅程。

## 登場人物
克拉福·羅倫斯（聲：福山潤）
駕著馬車遊歷各地，買賣各種物品的旅行商人。年齡大約20多歲。他在帕斯羅村遇見了赫蘿，並與她一起展開旅程。常常被赫蘿狡猾的言論捉弄，言語交流與其共同經歷的事件，讓他與赫蘿的羈絆越來越深，漸漸喜歡上赫蘿。
赫蘿（聲：小清水亞美）
擁有著白色尾巴和獸耳的美少女。真實身份是一隻神話中被稱為神明的巨狼。自稱為「賢狼赫蘿」，其原本的形態足以吞噬人類。她棲身於麥田中，擁有能左右收穫量的神秘力量。離開居住的土地多年，她希望能回到北方的故鄉，於是與羅倫斯一起展開旅程。與其一同行商，兩人共同經歷過種種事件，漸漸喜歡上羅倫斯。故事的最後育有一女繆里。

## 設定、用語

### 貨幣
金幣
奴馬金幣
兩大金幣的其中一種。於第一季中在米隆商行作為口令使用。
皮里昂金幣
兩大金幣的其中一種。於第一季中在米隆商行作為口令使用。
利馬金幣
在普羅亞尼王國西邊沿岸大量流通的金幣。1枚利馬金幣約可換到20枚崔尼銀幣。
盧米歐尼金幣
羅倫斯的行商地帶所流通的金幣，刻有大型商船的圖形。作為多種貨幣的計算基準，1枚盧米歐尼金幣約可換到27－40枚崔尼銀幣（視地域及兌換商的匯率而定），相當於三個月的生活費。本作中未點出种类的“金幣”通常都是指盧米歐尼金幣。
太陽之金幣
德堡行商所發行的新貨幣，由斯威奈爾微量鑄造，主要流通於北方區域。刻有太陽的圖形，代表能平等的帶給所有北方區域的人民喜悅。
銀幣
伊雷多銀幣
刻有卡梅爾森貴族第七代主人的肖像。10枚伊雷多銀幣約可換到四分之一枚崔尼銀幣，1枚伊雷多銀幣可買到一人份的麵包並收到些許找零。
崔尼銀幣
由崔尼王國發行，刻有第11代崔尼國王的側臉。在羅倫斯的行商地帶中廣為流通，因為其高含銀量與信頼性，在市場上十分受歡迎。只要有1枚就可供七天不投宿旅館，也不喝酒的節儉生活；若有2000枚，再加上變賣一些裝飾品及寶石的所得金額，就可在城鎮擁有自己的店鋪。本作中未點出种类的“銀幣”通常都是指崔尼銀幣。
菲林銀幣
帕茲歐南邊過三條河的國家所發行的銀幣。含銀量相當不錯，且可信賴度高，在市場上與崔尼銀幣同樣受歡迎。
路德銀幣
曾被稱為偽崔尼銀幣，在發行數增加後成為獨立的貨幣。含銀量低而適合支付小花費，32枚路德銀幣，可買到一人份的淡蘋果汁與兩人份的麵包。
後期拉德翁主教領土銀幣、偽馬里奴銀幣、法拉姆銀幣、蘭多巴爾禿頭王銀幣、堂德連大公就位銀幣
羅倫斯的行商地帶所流通的各種銀幣。
密茲弗格大聖堂銀幣、聖密茲弗格銀幣、密茲弗格聖誕祭銀幣
密茲弗格教會發行的多種銀幣。
偽密茲弗格大聖堂銀幣
偽造密茲弗格大聖堂銀幣的貨幣，但因發行量巨大，反而成為受到承認的錢幣。
銅幣
艾尼銅幣
主要是做為找零用途的小額貨幣。大部分由溫菲爾王國輸出。
托利耶銅幣
主要是做為找零用途的小額貨幣。
修米銅幣
上面刻有狼圖形的錢幣，除了貨幣功能以外，在山區亦被當成護身符使用。

### 地理
國家
崔尼王國
發行崔尼銀幣且商業發達的國家。由於不實行中央集權制，所以國王的權力相對較弱。近幾年皇家瀕臨財政困難，因而預定慢慢降低崔尼銀幣的含銀量。主要城鎮為帕茲歐。主要河川為斯勞德河。
普羅亞尼亞王國
北方異教徒與正教徒混居的國家。與南方諸國相比，對於異教徒、被教會視為異端的煉金術士和科學家的態度較為寬容。首都為普羅亞尼亞以北的最大都市恩迪瑪。主要城鎮為梅爾森和雷諾斯。主要河川為羅姆河。
溫菲爾王國
沿羅姆河順流而下、海的另一頭的島國。牧羊與羊毛産業興盛。此國家貨幣流通數不多，且因有政變而導致國內的貨幣大量外流，所以此國家的貨幣被稱為「老鼠貨幣」——貌似預測到船即將沉沒而逃出的老鼠。
都市、城鎮、村莊
帕斯羅村
羅倫斯與赫蘿相遇的農村，村子附近有修道院。在很久以前赫蘿被村中青年拜託而管理農村，每年農村收穫時，會舉行祭祀赫蘿的收穫祭作為回報，同時也是一種束縛。
近幾年來因為亞倫多伯爵引進南方的農法，造就了比周邊地區高的麥子收穫量，但也讓地力嚴重衰竭。被新型農法沖昏頭的人們，因此不再相信赫蘿的存在，促使失望之下的赫蘿，隨著羅倫斯離開此地。
亞羅西史托
被稱為極北的地域。在羅倫斯與赫蘿相遇前的行商經驗中，是個全年吹著暴風雪的恐怖地方。位於多蘭平原的西北邊。
約連
羅倫斯賣出鹽巴、買入貂皮的深山村莊。
約伊茲
赫蘿在北方的故鄉，有著很久以前被白色巨大熊神－獵月熊毀滅的故事，在法蘭茲主教留下的書中，提及「約伊茲的神們，在熊怪來臨之前就逃逸無蹤」的句子。
位於雷諾斯東北方的樂耶夫河上游、纽希拉的西南方，如今附近一帶不會有人進出，是一片封閉的森林，現為托爾金地區的一小部分。托爾金地區是有許多鹿和狼的大片山林，並有一座給樵夫或獵人過夜的小屋部落，但規模沒有大到需要取名。
紐希拉
北方各國的王侯貴族都會前往的温泉城鎮，鄰近於約伊茲。歷史悠久，約伊茲仍存在時，赫蘿來過這裡泡溫泉。
帕茲歐
位於斯勞德河中游的大港鎮。上游有著麥子的大產地與林業興盛的森林，有許多人為了渡過沒有橋的斯勞德河，而從此城鎮經過，因而造就了其商業發達。從崔尼國王手中取得了自治權。
市內的市場可從運河到達，攤販上擺設著種種的水果。是個十分有活力的城鎮。
波羅遜
以前是異教的聖地，在激戰後教會將此地建成為正教徒之城。雖然是個交易興盛的城鎮，但全城居民都是熱心的正教徒，會將賺到的錢全部寄在教會中。
由於寄放的錢與稅金都會被留賓海根收走，所以只有外牆被建築得很棒，而市内幾乎都是簡樸的房子，攤販也不多。
由於原本是異教徒的地盤，因此居民常有奇怪的姓氏。
留賓海根
周圍被類似城牆的外牆所包圍的宗教都市，因而成為討伐北方異教徒的人們的物資補給處。都市分為以舊城牆包圍在中心的巨大聖堂附近的舊城區，以及周圍廣闊的一般城區。
都市有著以大聖堂為中心，以南邊最大城門為頂點所組成的五角形廣場。廣場中心有著因討伐異教徒，而獲得功績的騎士們，以及對傳教有大貢獻的聖人們的銅像。南門廣場有著南方最新技術造成的噴水池。
廣場周邊有著許多洋行與商業公會的建築物，以及人聲鼎沸的市場。
都市與周邊地方是由聖堂參事會統治著，而城中有著連商人都自嘆不如的貪婪祭司與主教們。他們以産業保護為名義，對除了特定商人以外的人們，所帶入的黃金與寶石課以十分高的關稅，而對於走私更是有嚴厲的處罰（最低會切斷慣用手，最高是絞刑）。
都市的名字來自於為了討伐異教徒而在此地建築城寨、與異教神戰鬥而失去左手的紅髮聖人留賓海根。以前赫蘿曾經遇見過形似留賓海根的人─當他看見赫蘿的狼耳與狼尾時，稱她為惡魔的手下，並與騎士們手持長槍與劍追擊她，最後赫蘿生氣了，變成狼的模樣擊退騎士們，並教訓了形似留賓海根的人，在他的屁股上咬了一口。
拉姆特拉
留賓海根附近的城鎮，出產黃金，居住著眾多異教徒，又被稱為異教徒之都。雖然有許多異教徒居住，但由於和留賓海根之間，有著連騎士團都難以穿越的廣闊森林，同時也因為留賓海根的教會，需要大量的黃金供給，故尚未受到討伐。
卡梅爾森
由普羅亞尼亞王國的貴族所建設，不被宗教束縛、純粹發展經濟以致商業興盛的城市。因為不被宗教所束縛，所以也沒有教會的存在。冬季時會展開名為「拉多拉祭」的盛大異教祭典，並舉辦營業時間延長的大市集。
城鎮北側居住著許多被教會視為異端的煉金術士與科學家。附近有著漁業興盛的湖泊與河流，名產為淡水魚料理。
這個城鎮也有羅倫斯所屬之羅恩商業公會的商館。
恩貝爾
普羅亞尼亞王國東邊的城鎮。以前其規模比附近的特雷歐更小，在南方傳教士來到後由教會建設、建築道路，進而成為現在周邊地區的交易中心。
特雷歐
栽培黑麥而興盛的大農村。羅倫斯一行人因狄安提到這裡有收集異教神話的祭司，所居住的修道院而前來造訪。
3、40年前因為來到村中教會的法蘭茲祭司，而結下了空前的契約─恩貝爾，收購特雷歐所有的麥子，村民從恩貝爾購買日常品等時候都不需課稅。
由於村民仍信仰著名為陶耶爾的蛇神，所以村中的教會幾乎無人前往。
雷諾斯
面向羅姆河所建造的港鎮。因處於上流有著森林與礦山的羅耶夫河與羅姆河的合流地點，而成為交通與商業要衝。毛皮與木材的交易興盛。
很久以前赫蘿曾經造訪過此城，被居民稱為「麥束尾巴的赫蘿」。名產是河獺尾料理與產於羅姆河中的雙殼貝料理。
凱爾貝
位於羅姆河河口的大港鎮。羅姆河的兩岸與中間的三角洲為凱爾貝的全部區域。
南岸主要居住著南方出身者，有著氣派的建築物以及多座高聳鐘塔的教會。北岸主要居住著北方出身者，市場十分熱鬧，但建築物大多陳舊，沒有教會。河中的三角洲有著商人面向的市場，也是貿易船的主要停泊場所。
伊克
溫菲爾王國之港口城鎮。
堂斯格
在山腳下的一個村莊。距離凱爾貝約兩天半的路程。擁有湖泊和瀑布流淌著的森林。傳說中有著飛向天上的天使，以及在森林的居住的女巫。
雷斯可
位於雷諾斯的北側，較靠近約伊茲的城鎮。本鎮最大的商會是德堡商會，有著蒸餾技術。
斯威奈爾
一個在雷斯可東北方的城鎮。曾一度用鐵砂製鐵。位處交通戰略要點，但現在已成為琥珀和毛皮交易中轉的城鎮。

### 其它用語
正教徒
信仰教會傳佈的唯一神教（正教）的人們。將紅酒稱為神血。而其聖經寫著蛇使人墮落等。十分酷似基督教。
異教徒
信仰著各式各樣的神靈，屬於多神教，被一、神教的教會視為反抗與異端。信仰著類似青蛙、蛇、鳥、狼、熊等神靈，祈求著村莊豐收和平。
北方大遠征
毎年深冬時期所進行的遠征，在聖人留濱海根的生日舉行的紀念性活動。因為大主教、南方大帝國的皇族、傭兵以及各國的王宮騎士團都會參加，所以在遠征前的留濱海根在軍需品等商品價格都會上揚。然而在本作的那一年中，由於遠征路線當中的普羅亞尼亞王國出現政變，導致留濱海根與王國的關係惡化。由於有受到普羅亞尼亞王國居住的異教徒攻擊的風險，無法保證參加人們的安全而作罷。結果造成軍備價格的大幅跌落，原定參加遠征士兵們的消費損失，也嚴重影響在遠征路線上，依靠遠征活動發展的諸多城鎮。

## 迴響
本作曾獲得第12回電擊小說大賞銀賞以及「這本輕小說真厲害！2007年」第一名，女主角赫蘿同時也獲得女性角色票選冠軍。2015年榮獲SUGOI JAPAN Award輕小說部門第3名。截至2021年3月，系列發行量超過400萬冊。

## 出版書籍

### 小說
- 日文版由ASCII Media Works（原MediaWorks）發行；繁體中文版由台灣角川代理發行，《狼與辛香料》第1至17卷譯者為林冠汾，《狼與辛香料》第18至22卷及《狼與羊皮紙》第1至6卷譯者為吳松諺；簡體中文版由新經典文化代理發行，南海出版公司出版，簡體中文版未出版原版第7卷短篇集，而將原版第8、9卷作為簡體中文版第7、8卷出版。
- 第7、13、17～23卷為短篇集，收錄曾刊載於電撃hp/電擊文庫MAGAZINE的短篇和新撰短篇。

| 卷数 | 日版標題 | 繁中版标题                    | 简中版标题  | ASCII Media Works | ASCII Media Works      | 台灣角川       | 台灣角川                                                                                   | 新經典文化代理 南海出版公司出版 | 新經典文化代理 南海出版公司出版 | 收錄短篇                                                                                     |
| 卷数 | 日版標題 | 繁中版标题                    | 简中版标题  | 發售日期          | ISBN                   | 發售日期       | ISBN                                                                                       | 發售日期                        | ISBN                            | 收錄短篇                                                                                     |
| ---- | -------- | ----------------------------- | ----------- | ----------------- | ---------------------- | -------------- | ------------------------------------------------------------------------------------------ | ------------------------------- | ------------------------------- | -------------------------------------------------------------------------------------------- |
| 1    |          | 狼與辛香料 Ⅰ                  | 狼与香辛料1 | 2006年2月10日     | ISBN 978-4-8402-3302-6 | 2007年4月28日  | ISBN 978-986-174-337-0                                                                     | 2012年1月                       | ISBN 978-7-5442-5487-8          | 不適用                                                                                       |
| 2    |          | 狼與辛香料 Ⅱ                  | 狼与香辛料2 | 2006年6月10日     | ISBN 978-4-8402-3451-1 | 2007年8月9日   | ISBN 978-986-174-451-3                                                                     | 2012年1月                       | ISBN 978-7-5442-5601-8          | 不適用                                                                                       |
| 3    |          | 狼與辛香料 Ⅲ                  | 狼与香辛料3 | 2006年10月10日    | ISBN 978-4-8402-3588-4 | 2007年10月26日 | ISBN 978-986-174-492-6                                                                     | 2012年1月                       | ISBN 978-7-5442-5201-0          | 不適用                                                                                       |
| 4    |          | 狼與辛香料 Ⅳ                  | 狼与香辛料4 | 2007年2月10日     | ISBN 978-4-8402-3723-9 | 2007年12月22日 | ISBN 978-986-174-560-2                                                                     | 2012年1月                       | ISBN 978-7-5442-5275-1          | 不適用                                                                                       |
| 5    |          | 狼與辛香料 Ⅴ                  | 狼与香辛料5 | 2007年8月10日     | ISBN 978-4-8402-3933-2 | 2008年4月30日  | ISBN 978-986-174-646-3                                                                     | 2012年6月                       | ISBN 978-7-5442-5772-5          | 不適用                                                                                       |
| 6    |          | 狼與辛香料 Ⅵ                  | 狼与香辛料6 | 2007年12月10日    | ISBN 978-4-8402-4114-4 | 2008年8月13日  | ISBN 978-986-174-783-5                                                                     | 2012年6月                       | ISBN 978-7-5442-5771-8          | 不適用                                                                                       |
| 7    |          | 狼與辛香料 Ⅶ Side Colors      |             | 2008年2月10日     | ISBN 978-4-8402-4169-4 | 2009年2月4日   | ISBN 978-986-174-949-5                                                                     |                                 |                                 | 〈少年、少女與白花〉 〈蘋果的紅、天空的藍〉 〈狼與琥珀色的憂鬱〉                             |
| 8    |          | 狼與辛香料 Ⅷ 對立的城鎮 <上>  | 狼与香辛料7 | 2008年5月10日     | ISBN 978-4-0486-7068-5 | 2009年5月15日  | ISBN 978-986-237-090-2                                                                     | 2012年6月                       | ISBN 978-7-5442-5859-3          | 不適用                                                                                       |
| 9    |          | 狼與辛香料 Ⅸ 對立的城鎮 <下>  | 狼与香辛料8 | 2008年9月10日     | ISBN 978-4-0486-7210-8 | 2009年7月31日  | ISBN 978-986-237-169-5                                                                     | 2012年6月                       | ISBN 978-7-5442-5891-3          | 不適用                                                                                       |
| 10   |          | 狼與辛香料 Ⅹ                  |             | 2009年2月10日     | ISBN 978-4-0486-7522-2 | 2009年10月24日 | ISBN 978-986-237-310-1                                                                     |                                 |                                 | 不適用                                                                                       |
| 11   |          | 狼與辛香料 Ⅺ Side ColorsⅡ     |             | 2009年5月10日     | ISBN 978-4-0486-7809-4 | 2010年1月28日  | ISBN 978-986-237-458-0                                                                     |                                 |                                 | 〈狼與金黃色的約定〉 〈狼與嫩草色的繞道〉 〈黑狼的搖籃〉                                     |
| 12   |          | 狼與辛香料 Ⅻ                  |             | 2009年8月10日     | ISBN 978-4-0486-7933-6 | 2010年5月27日  | ISBN 978-986-237-645-4                                                                     |                                 |                                 | 不適用                                                                                       |
| 13   |          | 狼與辛香料 ⅩⅢ Side ColorsⅢ    |             | 2009年11月10日    | ISBN 978-4-0486-8140-7 | 2010年7月31日  | ISBN 978-986-237-775-8                                                                     |                                 |                                 | 〈狼與紅霞色的禮物〉 〈狼與腌漬蜜桃〉 〈狼與銀色的嘆息〉 〈牧羊女與黑騎士〉                  |
| 14   |          | 狼與辛香料 ⅩⅣ                 |             | 2010年2月10日     | ISBN 978-4-0486-8326-5 | 2011年2月10日  | ISBN 978-986-287-026-6                                                                     |                                 |                                 | 不適用                                                                                       |
| 15   |          | 狼與辛香料 ⅩⅤ 太陽之金幣 <上> |             | 2010年9月10日     | ISBN 978-4-0486-8829-1 | 2011年5月13日  | ISBN 978-986-287-119-5                                                                     |                                 |                                 | 不適用                                                                                       |
| 16   |          | 狼與辛香料 ⅩⅥ 太陽之金幣 <下> |             | 2011年2月8日      | ISBN 978-4-0487-0265-2 | 2011年8月11日  | ISBN 978-986-287-295-6                                                                     |                                 |                                 | 不適用                                                                                       |
| 17   |          | 狼與辛香料 ⅩⅦ Epilogue        |             | 2011年7月10日     | ISBN 978-4-0487-0685-8 | 2012年2月1日   | ISBN 978-986-287-554-4                                                                     |                                 |                                 | 〈旅行商人與深灰色騎士〉 〈狼與灰色笑臉〉 〈狼與白色道路〉                                   |
| 18   |          | 狼與辛香料 ⅩⅧ Spring Log      |             | 2016年9月10日     | ISBN 978-4-04-892355-2 | 2017年8月10日  | ISBN 978-986-473-778-9 EAN 471-2961-07631-9（限定版）                                      |                                 |                                 | 〈旅途餘白〉 〈金黃色的記憶〉 〈狼與一身泥的送行狼〉 〈羊皮紙與塗鴉〉                        |
| 19   |          | 狼與辛香料 ⅩⅨ Spring Log II   |             | 2017年5月10日     | ISBN 978-4-04-892891-5 | 2018年8月16日  | ISBN 978-957-564-288-4                                                                     |                                 |                                 | 〈狼與花瓣香〉 〈狼與輕咬的牙〉 〈狼與羊毛刷〉 〈狼與辛香料的記憶〉                          |
| 20   |          | 狼與辛香料 ⅩⅩ Spring Log III  |             | 2018年2月10日     | ISBN 978-4-04-893619-4 | 2019年1月19日  | ISBN 978-957-564-700-1                                                                     |                                 |                                 | 〈狼與春天的失物〉 〈狼與白色獵犬〉 〈狼與麥芽糖色的日常〉 〈狼與藍色的夢〉 〈狼與收穫之秋〉 |
| 21   |          | 狼與辛香料 ⅩⅪ Spring Log IV   |             | 2019年1月10日     | ISBN 978-4-04-912200-8 | 2019年12月12日 | ISBN 978-957-743-432-6 EAN 471-3510-13450-4（特裝版）                                      |                                 |                                 | 〈狼與泉煙彼方〉 〈狼與秋色笑容〉 〈狼與森林色彩〉 〈狼與旅行之卵〉 〈狼與另一個生日〉       |
| 22   |          | 狼與辛香料 ⅩⅫ Spring Log V    |             | 2019年12月10日    | ISBN 978-4-04-912904-5 | 2020年12月17日 | ISBN 978-986-524-121-6 EAN 471-3510-13721-5（特裝版）                                      |                                 |                                 | 〈狼與橡實麵包〉 〈狼與尾巴的圓舞〉 〈兩匹狼的婚禮〉                                         |
| 23   |          | 狼與辛香料 ⅩⅩⅢ Spring LogVI   |             | 2021年9月10日     | ISBN 978-4-04-913942-6 | 2022年7月28日  | ISBN 978-626-321-589-4 EAN 471-1289-61059-5（特裝版） EAN 471-1289-61058-8（15週年紀念版） |                                 |                                 | 〈狼與寶石之海〉 〈狼與結實之夏〉 〈狼與老獵犬的嘆息〉 〈狼與晨曦之彩〉                      |
| 24   |          | 狼與辛香料 ⅩⅩⅣ Spring LogVII  |             | 2023年1月7日      | ISBN 978-4-04-914819-0 | 2023年9月6日   | ISBN 978-626-352-894-9                                                                     |                                 |                                 | 不適用                                                                                       |

小說未收錄單元
- 「学園ホロたん♥」（電撃hp公式海賊本「電撃h&p」 ）
- 「狼と星色の遠吠え」（「狼と香辛料ノ全テ」）
- 「タイトルなし」（「電撃学園RPG文庫」）
- 「狼と金の麦穂」（「狼と香辛料 狼と金の麦穂」）
- 「狼と虹色の音楽」（「文倉十画集 狼と香辛料」）
- 「狼と小麦色の敷物」 （狼と香辛料 電撃文庫秋の祭典2016限定グッズセット）
- 「狼と焦げ茶色の釣り針」（「狼と香辛料」10th ANNIVERSARY Blu-ray BOX(期間限定生産) ）
- 「狼と甘い思惑」（電撃アニメの缶詰 -DENGEKI ANIME NO KANDUME 2017秋-）
- 「狼と银の尻尾」（電撃文庫 超感謝リーフレット2017）
- 「狼と旅のお供」（電撃文庫作家書き下ろし掌編小説付 オリジナルA４クリアファイル）
- 「狼と負けず嫌い」（電撃文庫25周年夏の超感謝リーフレット）
- 「狼與金色慶典」（2019 台灣角川20周年——秋之圓夢祭）
- 「始まりと豊穣の印」（「【合本版】狼と香辛料 1～17巻収録 (電撃文庫) Kindle版」合本版特典描き下ろし短編）
- 「狼と夏色の空」（大電撃文庫展 オフィシャルブック）
- 「狼と海の王」（電撃あいらんど！）
- 「狼と桜の宴」（KADOKAWAライトノベルEXPO2020 公式記念本 サクラ コラボレーション！）
- 「狼と琥珀色の酒」（超感謝フェア2023夏　限定SSリーフレット）
- 「狼と宴の途中」（TVアニメ『狼と香辛料 MERCHANT MEETS THE WISE WOLF』 第1話～第4話 先行上映会 入場特典）

### 漫畫
狼与香辛料
漫畫版由小梅京人作畫，在電擊魔王上從2007年9月27日（2007年11月號）連載至2017月12月27日（2018年2月號），全100話。
單行本日文版由電擊Comics發行，中文版則是台灣角川發行、並交由角川洲立在香港銷售。單行本中文版第1冊、第6冊、第12冊為限制級，其他各冊則否。
| 冊數 | ASCII Media Works | ASCII Media Works      | 台灣角川       | 台灣角川                                                  |
| 冊數 | 發售日期          | ISBN                   | 發售日期       | ISBN                                                      |
| ---- | ----------------- | ---------------------- | -------------- | --------------------------------------------------------- |
| 1    | 2008年3月27日     | ISBN 978-4-8402-4254-7 | 2008年8月16日  | ISBN 978-986-174-779-8                                    |
| 2    | 2009年1月27日     | ISBN 978-4-04-867559-8 | 2009年8月12日  | ISBN 978-986-237-196-1                                    |
| 3    | 2009年7月27日     | ISBN 978-4-04-867963-3 | 2009年12月9日  | ISBN 978-986-237-423-8                                    |
| 4    | 2010年3月27日     | ISBN 978-4-04-868516-0 | 2010年7月31日  | ISBN 978-986-237-738-3                                    |
| 5    | 2010年10月27日    | ISBN 978-4-04-868921-2 | 2011年4月30日  | ISBN 978-986-287-140-9                                    |
| 6    | 2011年4月4日      | ISBN 978-4-04-870500-4 | 2011年9月10日  | ISBN 978-986-287-353-3                                    |
| 7    | 2012年2月27日     | ISBN 978-4-04-886924-3 | 2012年9月6日   | ISBN 978-986-287-916-0                                    |
| 8    | 2012年10月27日    | ISBN 978-4-04-891051-4 | 2013年11月15日 | ISBN 978-986-325-629-8                                    |
| 9    | 2013年8月27日     | ISBN 978-4-04-891839-8 | 2014年7月16日  | ISBN 978-986-366-063-7                                    |
| 10   | 2014年4月26日     | ISBN 978-4-04-866488-2 | 2015年2月6日   | ISBN 978-986-366-343-0                                    |
| 11   | 2014年12月20日    | ISBN 978-4-04-869054-6 | 2015年8月12日  | ISBN 978-986-366-675-2                                    |
| 12   | 2015年8月27日     | ISBN 978-4-04-865172-1 | 2016年3月16日  | ISBN 978-986-473-014-8                                    |
| 13   | 2016年2月27日     | ISBN 978-4-04-865725-9 | 2017年4月19日  | ISBN 978-986-473-624-9                                    |
| 14   | 2016年9月27日     | ISBN 978-4-04-892341-5 | 2017年6月26日  | ISBN 978-986-473-741-3                                    |
| 15   | 2017年5月27日     | ISBN 978-4-04-892911-0 | 2018年1月15日  | ISBN 978-957-853-190-1                                    |
| 16   | 2018年2月27日     | ISBN 978-4-04-893596-8 | 2019年1月19日  | ISBN 978-957-564-679-0 EAN 471-3510-13167-1（完結紀念版） |

### 相關書籍
|          |                                    | ASCII Media Works | ASCII Media Works      | 台灣角川       | 台灣角川               | 天闻角川代理 湖南美术出版社出版 | 天闻角川代理 湖南美术出版社出版 |
| 發售日期 | ISBN                               | 發售日期          | ISBN                   | 發售日期       | ISBN                   |                                 |                                 |
| -------- | ---------------------------------- | ----------------- | ---------------------- | -------------- | ---------------------- | ------------------------------- | ------------------------------- |
| 導覽手冊 |                                    | 2008年12月10日    | ISBN 978-4-04-867483-6 | 不適用         | 不適用                 | 不適用                          | 不適用                          |
| 視覺小說 |                                    | 2009年4月30日     | ISBN 978-4-04-867793-6 |                |                        |                                 |                                 |
| 畫集     | 文倉十畫集 狼與辛香料              | 2011年7月30日     | ISBN 978-4-04-870648-3 | 2012年10月27日 | ISBN 978-986-287-961-0 | 2013年12月5日                   | ISBN 978-7-5356-6663-5          |
| 畫集     | 畫集 狼與辛香料 ～第十年的蘋果酒～ | 2017年3月10日     | ISBN 978-4-04-892653-9 | 2018年8月16日  | ISBN 978-957-564-382-9 | 不適用                          |                                 |

## 遊戲
狼與辛香料 我与赫萝的一年
在NDS平台上推出，於2008年6月26日發售。
狼與辛香料 渡海之風
在NDS平台上推出，於2009年9月17日發售。

於NTT DoCoMo的FOMA推出的手機遊戲。
狼與辛香料VR／狼與辛香料VR2
由支倉凍砂編寫劇本、文倉十担任角色设计、小清水亞美以及福山潤的動畫原作聲優組合的虚拟现实（VR）游戏
狼與辛香料VR
同人團體 SpicyTails 2018年7月16日于Twitter宣佈，开发过程中因为资金问题，先后在2018年11月25日及12月1日于  camp-fire 及 kickstarter 上发起众筹，分别筹得 41,479,064 日元、 30,978,009  日元。
2019年6月3日于 Steam / Oculus Store 发售，2019年9月5日登陆 PlayStation© Store / My Nintendo™ Store 。
狼與辛香料VR2
2019年6月3日 同人團體 SpicyTails 宣布制作。
2020年12月10日于 Steam / Oculus Store /My Nintendo™ Store发售，2019年9月5日登陆 PlayStation© Store 。

## 腳註

### 來源
1. ↑  . Anime News Network.   [2022-02-13]. （原始内容存档于2022-05-20） （英语）.
2. ↑  . 2016-02-08  [2016-02-08]. （原始内容存档于2016-02-08） （日语）.
3. ↑  . MediaWorks. 2007-06-06  [2007-06-07]. （原始内容存档于2019-05-19） （日语）.
4. ↑  . 2017-12-27  [2017-12-27]. （原始内容存档于2021-02-27） （日语）.
5. ↑  @Spicy_Wolf_Prj.  (推文). 2022-02-25 –Twitter （日语）.
6. ↑  . Comic Natalie. 2022-02-25  [2022-02-25]. （原始内容存档于2022-05-23） （日语）.
7. ↑  . 每日新聞. 2006年11月30日  [2015年3月25日]. （原始内容存档于2007年12月17日） （日语）.
8. ↑  . ASCII Media Works.   [2007-12-06]. （原始内容存档于2020-01-27） （日语）.
9. 1 2  . コミックナタリー (ナターシャ). 2023-06-29  [2023-06-29]. （原始内容存档于2023-06-30）.
10. ↑  . ORICON STYLE. ORICON. 2015年3月12日  [2015年3月25日]. （原始内容存档于2015年3月27日） （日语）.
11. ↑  . SUGOI JAPAN.   [2015年3月25日]. （原始内容存档于2015年3月23日） （日语）.
12. ↑  . ファミ通.   [2022-04-18]. （原始内容存档于2022-04-18） （日语）.
13. ↑  . KADOKAWA.   [2021-06-23]. （原始内容存档于2021-10-08） （日语）.
14. ↑  . 台灣角川.   [2021-10-07]. （原始内容存档于2021-10-08） （中文（臺灣））.
15. ↑  . KADOKAWA.   [2021-06-23]. （原始内容存档于2021-10-08） （日语）.
16. ↑  . 台灣角川.   [2021-10-09]. （原始内容存档于2021-10-09） （中文（臺灣））.
17. ↑  . KADOKAWA.   [2021-06-23]. （原始内容存档于2021-10-08） （日语）.
18. ↑  . 台灣角川.   [2021-10-09]. （原始内容存档于2021-10-09） （中文（臺灣））.
19. ↑  . KADOKAWA.   [2021-06-23]. （原始内容存档于2021-10-07） （日语）.
20. ↑  . 台灣角川.   [2021-10-09]. （原始内容存档于2021-10-09） （中文（臺灣））.
21. ↑  . KADOKAWA.   [2021-06-23]. （原始内容存档于2021-10-07） （日语）.
22. ↑  . 台灣角川.   [2021-10-09]. （原始内容存档于2021-10-09） （中文（臺灣））.
23. ↑  . KADOKAWA.   [2021-06-23]. （原始内容存档于2021-10-08） （日语）.
24. ↑  . 台灣角川.   [2021-10-09]. （原始内容存档于2021-10-09） （中文（臺灣））.
25. ↑  . KADOKAWA.   [2021-06-23]. （原始内容存档于2021-10-08） （日语）.
26. ↑  . 台灣角川.   [2021-10-09]. （原始内容存档于2021-10-09） （中文（臺灣））.
27. ↑  . KADOKAWA.   [2021-06-23]. （原始内容存档于2021-10-08） （日语）.
28. ↑  . 台灣角川.   [2021-10-09]. （原始内容存档于2021-10-09） （中文（臺灣））.
29. ↑  . KADOKAWA.   [2021-06-23]. （原始内容存档于2021-10-08） （日语）.
30. ↑  . 台灣角川.   [2021-10-09]. （原始内容存档于2021-10-09） （中文（臺灣））.
31. ↑  . KADOKAWA.   [2021-06-23]. （原始内容存档于2021-10-07） （日语）.
32. ↑  . 台灣角川.   [2021-10-09]. （原始内容存档于2021-10-09） （中文（臺灣））.
33. ↑  . KADOKAWA.   [2021-06-23]. （原始内容存档于2021-10-08） （日语）.
34. ↑  . 台灣角川.   [2021-10-09]. （原始内容存档于2021-10-09） （中文（臺灣））.
35. ↑  . KADOKAWA.   [2021-06-23]. （原始内容存档于2021-10-07） （日语）.
36. ↑  . 台灣角川.   [2021-10-09]. （原始内容存档于2021-10-09） （中文（臺灣））.
37. ↑  . KADOKAWA.   [2021-06-23]. （原始内容存档于2021-10-07） （日语）.
38. ↑  . 台灣角川.   [2021-10-09]. （原始内容存档于2021-10-09） （中文（臺灣））.
39. ↑  . KADOKAWA.   [2021-06-23]. （原始内容存档于2021-10-07） （日语）.
40. ↑  . 台灣角川.   [2021-10-09]. （原始内容存档于2021-10-09） （中文（臺灣））.
41. ↑  . KADOKAWA.   [2021-06-23]. （原始内容存档于2021-10-08） （日语）.
42. ↑  . 台灣角川.   [2021-10-09]. （原始内容存档于2021-10-09） （中文（臺灣））.
43. ↑  . KADOKAWA.   [2021-06-23]. （原始内容存档于2021-10-08） （日语）.
44. ↑  . 台灣角川.   [2021-10-09]. （原始内容存档于2021-10-09） （中文（臺灣））.
45. ↑  . KADOKAWA.   [2021-06-23]. （原始内容存档于2021-10-07） （日语）.
46. ↑  . 台灣角川.   [2021-10-09]. （原始内容存档于2021-10-09） （中文（臺灣））.
47. ↑  . KADOKAWA.   [2021-06-23]. （原始内容存档于2021-10-07） （日语）.
48. ↑  . 台灣角川.   [2021-10-09]. （原始内容存档于2021-10-09） （中文（臺灣））.
49. ↑  . 台灣角川.   [2021-10-09]. （原始内容存档于2021-10-09） （中文（臺灣））.
50. ↑  . KADOKAWA.   [2021-06-23]. （原始内容存档于2021-10-07） （日语）.
51. ↑  . 台灣角川.   [2021-10-09]. （原始内容存档于2021-10-09） （中文（臺灣））.
52. ↑  . KADOKAWA.   [2021-06-23]. （原始内容存档于2021-10-07） （日语）.
53. ↑  . 台灣角川.   [2021-10-09]. （原始内容存档于2021-10-09） （中文（臺灣））.
54. ↑  . KADOKAWA.   [2021-06-23]. （原始内容存档于2021-10-08） （日语）.
55. ↑  . 台灣角川.   [2021-10-09]. （原始内容存档于2021-10-09） （中文（臺灣））.
56. ↑  . 台灣角川.   [2021-10-09]. （原始内容存档于2021-10-09） （中文（臺灣））.
57. ↑  . KADOKAWA.   [2021-06-23]. （原始内容存档于2021-10-07） （日语）.
58. ↑  . 台灣角川.   [2021-10-09]. （原始内容存档于2021-10-09） （中文（臺灣））.
59. ↑  . 台灣角川.   [2021-10-09]. （原始内容存档于2021-10-09） （中文（臺灣））.
60. ↑  . KADOKAWA.   [2021-09-10]. （原始内容存档于2021-10-07） （日语）.
61. ↑  . 台灣角川.   [2022-06-28]. （原始内容存档于2022-06-28） （中文（臺灣））.
62. ↑  . 台灣角川.   [2022-06-09]. （原始内容存档于2022-06-09） （中文（臺灣））.
63. ↑  . 台灣角川.   [2022-06-09]. （原始内容存档于2022-06-28） （中文（臺灣））.
64. ↑  . Honto JP.   [2022-02-14]. （原始内容存档于2022-03-16） （日语）.
65. ↑  . KADOKAWA.   [2023-01-07]. （原始内容存档于2023-01-07） （日语）.
66. ↑  . 台灣角川.   [2023-09-06]. （原始内容存档于2023-09-05） （中文（臺灣））.
67. ↑  . KADOKAWA.   [2021-10-09]. （原始内容存档于2021-10-07） （日语）.
68. ↑  . 台灣角川.   [2021-10-09]. （原始内容存档于2021-10-09） （中文（臺灣））.
69. ↑  . KADOKAWA.   [2021-10-09]. （原始内容存档于2021-10-09） （日语）.
70. ↑  . 台灣角川.   [2021-10-09]. （原始内容存档于2021-10-09） （中文（臺灣））.
71. ↑  . KADOKAWA.   [2021-10-09]. （原始内容存档于2021-10-09） （日语）.
72. ↑  . 台灣角川.   [2021-10-09]. （原始内容存档于2021-10-09） （中文（臺灣））.
73. ↑  . KADOKAWA.   [2021-10-09]. （原始内容存档于2021-10-09） （日语）.
74. ↑  . 台灣角川.   [2021-10-09]. （原始内容存档于2021-10-09） （中文（臺灣））.
75. ↑  . KADOKAWA.   [2021-10-09]. （原始内容存档于2021-10-09） （日语）.
76. ↑  . 台灣角川.   [2021-10-09]. （原始内容存档于2021-10-09） （中文（臺灣））.
77. ↑  . KADOKAWA.   [2021-10-09]. （原始内容存档于2021-10-09） （日语）.
78. ↑  . 台灣角川.   [2021-10-09]. （原始内容存档于2021-10-09） （中文（臺灣））.
79. ↑  . KADOKAWA.   [2021-10-09]. （原始内容存档于2021-10-09） （日语）.
80. ↑  . 台灣角川.   [2021-10-09]. （原始内容存档于2021-10-09） （中文（臺灣））.
81. ↑  . KADOKAWA.   [2021-10-09]. （原始内容存档于2021-10-09） （日语）.
82. ↑  . 台灣角川.   [2021-10-09]. （原始内容存档于2021-10-09） （中文（臺灣））.
83. ↑  . KADOKAWA.   [2021-10-09]. （原始内容存档于2021-10-09） （日语）.
84. ↑  . 台灣角川.   [2021-10-09]. （原始内容存档于2021-10-09） （中文（臺灣））.
85. ↑  . KADOKAWA.   [2021-10-09]. （原始内容存档于2021-10-09） （日语）.
86. ↑  . 台灣角川.   [2021-10-09]. （原始内容存档于2021-10-09） （中文（臺灣））.
87. ↑  . KADOKAWA.   [2021-10-09]. （原始内容存档于2021-10-09） （日语）.
88. ↑  . 台灣角川.   [2021-10-09]. （原始内容存档于2021-10-09） （中文（臺灣））.
89. ↑  . KADOKAWA.   [2021-10-09]. （原始内容存档于2021-10-09） （日语）.
90. ↑  . 台灣角川.   [2021-10-09]. （原始内容存档于2021-10-09） （中文（臺灣））.
91. ↑  . KADOKAWA.   [2021-10-09]. （原始内容存档于2021-10-09） （日语）.
92. ↑  . 台灣角川.   [2021-10-09]. （原始内容存档于2021-10-09） （中文（臺灣））.
93. ↑  . KADOKAWA.   [2021-10-09]. （原始内容存档于2021-10-09） （日语）.
94. ↑  . 台灣角川.   [2021-10-09]. （原始内容存档于2021-10-09） （中文（臺灣））.
95. ↑  . KADOKAWA.   [2021-10-09]. （原始内容存档于2021-10-09） （日语）.
96. ↑  . 台灣角川.   [2021-10-09]. （原始内容存档于2021-10-09） （中文（臺灣））.
97. ↑  . KADOKAWA.   [2021-10-09]. （原始内容存档于2021-10-09） （日语）.
98. ↑  . 台灣角川.   [2021-10-09]. （原始内容存档于2021-10-09） （中文（臺灣））.
99. ↑  . 台灣角川.   [2021-10-09]. （原始内容存档于2021-10-09） （中文（臺灣））.
100. ↑  . Amazon.co.jp.   [2013年10月5日]. （原始内容存档于2021年6月11日） （日语）.
101. ↑  . KADOKAWA.   [2021-06-23]. （原始内容存档于2021-10-08） （日语）.
102. ↑  . 台灣角川.   [2021-10-07]. （原始内容存档于2021-10-08） （中文（臺灣））.
103. ↑  . KADOKAWA.   [2021-06-21]. （原始内容存档于2021-10-07） （日语）.
104. ↑  . 台灣角川.   [2021-10-07]. （原始内容存档于2021-10-08） （中文（臺灣））.
105. ↑  . Amazon.co.jp.   [2013年10月5日]. （原始内容存档于2021年6月11日） （日语）.
106. ↑  . Amazon.co.jp.   [2013年10月5日]. （原始内容存档于2021年6月11日） （日语）.
107. ↑  .   [2018-07-26]. （原始内容存档于2020-11-09）.
108. ↑  .   [2021-01-19]. （原始内容存档于2021-01-21）.
109. ↑  .   [2021-01-19]. （原始内容存档于2021-06-11）.
110. ↑  .   [2022-03-04]. （原始内容存档于2022-01-11）.

## 外部連結
小說
- 第12回電撃大賞（日語）
- 狼と香辛料 & 支倉凍砂 公式サイト （页面存档备份，存于）（日語）

遊戲
- ニンテンドーDSソフト『狼と香辛料 ボクとホロの一年』 遊戲官方網站 （页面存档备份，存于）（日語）
- ニンテンドーDSソフト『狼と香辛料 海を渡る風』 遊戲官方網站 （页面存档备份，存于）（日語）
- 狼と香辛料VR 官方網站 （页面存档备份，存于）（日語）